# Kiwalski
Kiwalski − polski herb szlachecki z nobilitacji, uznawany przez Alfreda Znamierowskiego za odmianę herbu Leliwa.

## Opis herbu
Herb można blazonować następująco:
W polu błękitnym pod trzema gwiazdami złotymi (gwiazdy ułożone rzędami, najpierw dwie, potem jedna) złoty półksiężyc rogami do góry. Klejnot: ramię zbrojne z mieczem.

## Najwcześniejsze wzmianki
Herb nadany został 17 listopada 1768 roku w Warszawie Janowi Kiwalskiemu (późniejszemu skarbnikowi latyczowskiemu).

## Herbowni
Herb ten był herbem własnym, więc przysługiwał tylko jednemu rodowi herbownych:
Kiwalski.